# Scoprendo Forrester
(Tagline del film)
Scoprendo Forrester (Finding Forrester) è un film del 2000 diretto da Gus Van Sant, con Sean Connery e Rob Brown.

## Trama
Jamal Wallace è un ragazzo afroamericano di sedici anni e vive a New York, nel difficile Bronx. Abita in un piccolo appartamento con la madre, abbandonata dal marito quando Jamal era piccolo, e vede spesso il fratello maggiore Terrell, che vive per conto suo e aspira a diventare un rapper. Grande appassionato di pallacanestro, nonché ottimo giocatore nella squadra del suo liceo, Jamal ha notevoli capacità intellettive e un sorprendente talento nella scrittura. Scrive continuamente su piccoli quaderni i suoi appunti per un romanzo, ma tiene segreta la passione che nutre per i libri e per la letteratura, in quanto teme che i suoi amici possano snobbarlo se venissero a sapere che, in una metropoli popolata da "duri", lui è un intellettuale. Persino a scuola preferisce tenere a freno le sue capacità, accontentandosi di voti appena sufficienti e utilizzando il basket come mezzo per essere accettato dal gruppo.
Dopo una scommessa fatta con gli amici, Jamal si ritrova costretto a penetrare di notte nell'appartamento di un anziano signore, piuttosto scorbutico, temuto da tutti i ragazzi del quartiere. Questa persona, che la compagnia di amici di Jamal ha soprannominato "il Finestra", vive in un appartamento le cui finestre danno appunto sul campetto da basket in cui i ragazzi sono soliti giocare. L'uomo li osserva spesso da dietro la tenda. Jamal entra quindi nella casa del vecchio e rimane esterrefatto dalla grande quantità di libri che vi sono contenuti. Tuttavia, scoperto dal padrone di casa, si dà alla fuga e dimentica il suo zaino con i quaderni di appunti all'interno della casa. Il giorno successivo passa sotto la finestra del vecchio, che senza farsi vedere gli lancia lo zaino. Jamal, con grande stupore, scopre che quella misteriosa persona ha letto tutti i suoi appunti, apportandovi non solo numerose correzioni ma anche complimenti per ciò che vi era scritto.
Jamal torna a casa del "Finestra", stavolta bussando alla porta, ma viene respinto in maniera sgarbata. Intanto, la preside del liceo frequentato da Jamal chiama la madre del ragazzo per un colloquio, esprimendole tutta la sua sorpresa nel vedere che Jamal, in alcuni test sostenuti a scuola, ha ottenuto voti altissimi, contrariamente a quanto finora il suo rendimento avesse fatto prevedere. Grazie a questi voti e alle capacità mostrate sul campo da basket, una prestigiosa scuola privata di New York, la Mailor-Callow, offre una borsa di studio a Jamal. Per lui è l'occasione di lasciare finalmente il Bronx, la possibilità di realizzare il suo malcelato desiderio di aspirare a qualcosa di più. Tuttavia Jamal è molto indeciso sul trasferimento e va a chiedere consiglio al "Finestra": finalmente il misterioso anziano, che si chiama William, lo accoglie e pian piano i due iniziano a parlare.
William intuisce subito le grandi capacità intellettive e letterarie di Jamal. Nonostante la riservatezza di William, i due col tempo imparano a conoscersi e diventano amici, confrontandosi su diversi argomenti, tra cui le donne. Jamal scioglie ogni riserva e decide così di terminare il liceo presso l'esclusiva Mailor-Callow, entrando anche a far parte dei Pilgrims, la squadra di basket della scuola. In un ambiente che praticamente è l'opposto del liceo pubblico frequentato nel Bronx, conosce la coetanea Claire Spence e tra i due nasce subito una simpatia destinata forse a diventare qualcosa di più.
Tutte le volte che torna a casa, nel Bronx, Jamal continua a frequentare William e presto Jamal scopre che l'uomo è il celebre William Forrester, autore del romanzo "Avalon Landing", vincitore del Premio Pulitzer. Subito dopo aver raggiunto la notorietà ancor giovane, l'uomo ha deciso inaspettatamente di ritirarsi a vita privata, di non pubblicare altri romanzi e di vivere confinato in casa propria. Forrester acconsente a fare da maestro a Jamal, purché il ragazzo non sveli a nessuno la sua vera identità e non pubblichi nulla che sia stato scritto tra quelle mura. Il ragazzo accetta la proposta, determinato a trovare una risposta alle sue domande. L'amicizia si consolida sempre di più e Jamal riesce a far uscire di casa William, portandolo al Madison Square Garden a vedere una partita di basket dei New York Knicks e quindi, grazie ai buoni uffici del fratello, a farlo entrare direttamente sul campo dello Yankee Stadium. Qui William ricorda che da giovane veniva sempre con la sua famiglia a vedere il baseball e, nella tranquillità dello stadio deserto, decide di raccontare a Jamal il perché della sua vita solitaria: da giovane aveva perso in un breve arco di tempo i genitori e soprattutto il fratello, un reduce di guerra caduto nel dramma dell'alcolismo e a cui era legatissimo. William aveva già pubblicato il suo romanzo di successo e, giunto in ospedale mentre il fratello stava morendo, un'infermiera osò parlargli del libro, un atteggiamento inopportuno che sconvolse William e lo indusse a chiudere con la letteratura e la notorietà.
Intanto a scuola sorgono dei problemi per Jamal. Il professor Crawford della Mailor-Callow mette in dubbio l'originalità dei suoi scritti e scopre, durante una gara di scrittura, che Jamal aveva effettivamente plagiato il titolo di uno scritto di Forrester, pur sapendo di contravvenire al patto stretto con il suo amico e mentore; Jamal viene accusato di plagio dal consiglio scolastico, ma riceve la possibilità di riparare a condizione che conduca i Pilgrims alla finale del torneo di basket che per ironia della sorte si svolge al Madison Square Garden, dove poco tempo prima era andato con William. L'orgoglioso Jamal, dentro di sé, non vuole che la sua istruzione e il suo futuro siano decisi soltanto dall'esito di una partita di basket e dà a tutti l'impressione di sbagliare di proposito i tiri liberi decisivi.
Jamal, per la leggerezza commessa al concorso letterario e per non aver voluto scusarsi pubblicamente con la scuola, sta per essere espulso dalla Mailor-Callow. Il ragazzo chiede aiuto a Forrester il quale, pur avendo inizialmente rifiutato, alla fine decide di dare una mano a Jamal, recandosi inaspettatamente nella scuola e leggendo di fronte a tutti, durante la premiazione del concorso, le parole di una lettera, consegnatagli segretamente da Terrell, il fratello del ragazzo; il professor Crawford si prodiga in ipocriti complimenti a Forrester, il quale solo in un secondo momento dichiara che quelle parole erano state scritte da Jamal, sbalordendo tutti. Il presidente del consiglio dei professori, di fronte a una platea diventata entusiasta per Jamal e nonostante le proteste di Crawford, riammette subito Jamal con tutti gli onori.
Forrester decide di partire per la Scozia, suo luogo di nascita: Jamal gli ha insegnato a vivere di nuovo. I due si salutano senza formalismi, perfettamente in linea con i loro caratteri. Un anno dopo, Jamal, prossimo al diploma e corteggiato dagli scout delle più prestigiose università della nazione, affinché decida di completare la sua istruzione da loro, viene avvicinato da un avvocato. Costui è l'avvocato di William, che lo informa della morte di quest'ultimo: lo scrittore era malato di cancro, diagnosticato prima che lui e Jamal si conoscessero, quindi gli ha lasciato il proprio appartamento, insieme a un romanzo, "Tramonto", ancora non pubblicato, e una lettera in cui Forrester esprime il desiderio che il ragazzo ne scriva la prefazione, in segno di stima e di amicizia nei suoi confronti. Nella lettera, egli ringrazia Jamal per aver avverato il suo sogno dimenticato: scrivere di nuovo un romanzo. Jamal, quindi, si trasferisce con la madre e il fratello nella nuova casa e scende subito a giocare nel solito campetto con i suoi amici, proprio sotto la finestra dietro la quale, un tempo, c'era l'uomo che gli ha cambiato la vita.

## Personaggi

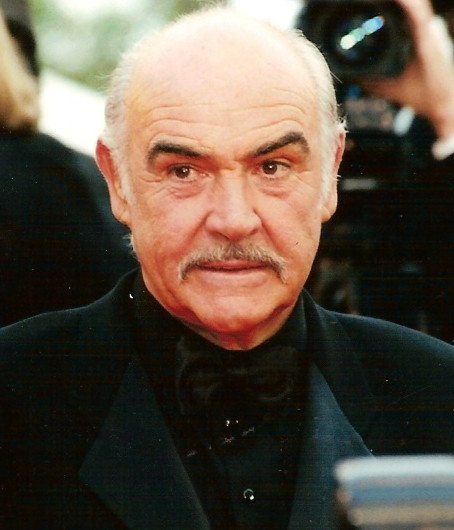
Sean Connery è William Forrester

- William Forrester è uno scrittore di origine scozzese, ritirato dalle scene dopo la pubblicazione del romanzo "Avalon Landing", vincitore del Premio Pulitzer.
- Jamal Wallace è un ragazzo afroamericano che vive nel Bronx. Ottimo giocatore di basket, aspira a diventare uno scrittore. Diventerà il miglior amico di Forrester.
- Prof. Robert Crawford è un ex-critico di scarso successo, ha preso in antipatia Jamal e cerca in ogni modo di metterlo in difficoltà.
- Claire Spence è la figlia di un ricco dirigente della Mailor-Callow. Tra lei e Jamal nasce una simpatia che presto si trasforma in attrazione, frenata però dallo stesso Jamal a causa dei loro status sociali diversi.
- Terrell Wallace è il fratello maggiore di Jamal, a cui è molto legato, fa il parcheggiatore nel vicino Yankee Stadium e sogna di sfondare come rapper.

## Produzione

### Cast
Sean Connery e F. Murray Abraham tornano a recitare insieme quattordici anni dopo Il nome della rosa, anche qui in ruoli diametralmente opposti.
Rob Brown proviene da Harlem e stava provando inizialmente a prendere un ruolo come comparsa del film. Il regista rimase colpito dal ragazzo e gli offrì il ruolo di protagonista come Jamal Wallace.
Il ruolo di coach Garrick, allenatore dei Mailor-Callow Pilgrims, è interpretato da Tommy Kearns, ex giocatore dei North Carolina Tar Heels.

#### Cameo
Matt Damon fa una breve apparizione, verso la fine del film, nel ruolo di Steven Sanderson, avvocato di William Forrester.

### Riprese
Scoprendo Forrester è stato girato a Manhattan, nel Bronx e a Brooklyn, con alcune scene e scatti realizzati nella periferia di Toronto. Parti del film sono state girate ad Hamilton e in Ontario nell'aprile 2000. Le riprese all'interno della scuola sono state girate alla Regis High School di New York. Alcune riprese sono state effettuate allo Yankee Stadium, poi demolito nel 2008.

## Colonna sonora
Uno dei brani che compaiono nel film e che non fa parte della colonna sonora è quella suonata durante il giro in bicicletta di Forrester. La canzone è Gassenhauer tratta dal Schulwerk di Carl Orff, il brano è stato arrangiato e prodotto da Bill Brown. Originariamente Bill Frisell compose Coffaro's Theme nel 1995 per il film La scuola del regista italiano Daniele Luchetti (un personaggio del film prendeva il nome di Coffaro).
La tracklist è composta da 13 tracce:
1. Miles Davis – Recollections – 18:49
2. Miles Davis – Little Church – 3:15
3. Miles Davis – Black Satin – 5:15
4. Bill Frisell – Under A Golden Sky – 2:04
5. Ornette Coleman – Happy House – 9:45
6. Bill Frisell – Over the Rainbow (Photo Book) – 2:31
7. Miles Davis – Lonely Fire (excerpt) – 5:19
8. Israel Kamakawiwo'ole – Over The Rainbow / What A Wonderful World – 5:07
9. Miles Davis – Vonetta – 5:33
10. Bill Frisell, Ron Miles, Curtis Fowlkes e Eyvind Kang – Coffaro's Theme – 4:26
11. Ornette Coleman – Foreigner In A Free Land – 1:20
12. Bill Frisell, Hank Roberts, Kermit Driscoll e Joey Baron – Beautiful E. – 3:22
13. Miles Davis – In A Silent Way (DJ Cam Remix) – 5:04

Durata totale: 71:50
Il cd è uscito il 26 dicembre 2000.

## Distribuzione
Il film è uscito nelle sale in gran parte del mondo a marzo 2001.

### Data di uscita
La pellicola venne presentata in USA il 19 dicembre 2000 e al Festival internazionale del cinema di Berlino il 15 febbraio 2001, e in anteprima il 23 febbraio 2001 in Israele.
Le date di uscita internazionali nel corso del 2001 sono state:
- 23 febbraio nel Regno Unito
- 1º marzo in Germania (come Forrester - Gefunden!), Israele e Svizzera (nella regione di lingua tedesca)
- 2 marzo in Estonia e Grecia (Anakalyptontas ton Forrester)
- 8 marzo in Ungheria (Fedezd fel Forrestert!)
- 10 marzo in Giappone
- 22 marzo in Repubblica Ceca
- 23 marzo in Italia (Scoprendo Forrester) e Polonia (Szukajac siebie)
- 29 marzo in Australia e Malaysia
- 30 marzo in Islanda
- 4 aprile in Egitto
- 5 aprile in Paesi Bassi, Nuova Zelanda e Perù (Descubriendo a Forrester)
- 6 aprile in Spagna (Descubriendo a Forrester) e Svezia (Vem är Forrester?)
- 7 aprile in Taiwan
- 11 aprile in Danimarca e Messico
- 12 aprile in Brasile (Encontrando Forrester) e Sudafrica
- 18 aprile in Belgio e Francia (À la rencontre de Forrester)
- 19 aprile in Hong Kong
- 26 aprile in Singapore e Slovenia
- 28 aprile in Corea del Sud
- 18 maggio in Colombia (Buscando a Forrester)
- 4 luglio in Kuwait
- 18 luglio in Filippine
- 26 luglio in Argentina (Descubriendo a Forrester)

Negli USA il film è uscito nello stesso weekend di Passione ribelle di Billy Bob Thornton, Cast Away di Robert Zemeckis, Dracula's Legacy - Il fascino del male di Patrick Lussier, The Family Man di Brett Ratner e Miss Detective di Donald Petrie.

### Divieti
Le Commissioni Censura di alcuni paesi hanno stabilito alcune limitazioni per la visione della pellicola:
- in USA è stata vietata ai minori di 13 anni
- in Canada è stata vietata ai minori di 16 anni
- in Corea del Sud è stata vietata ai minori di 12 anni
- in Portogallo è stata vietata ai minori di 12 anni
- in Finlandia è stata vietata ai minori di 7 anni
- in Svezia è stata vietata ai minori di 7 anni
- in Svizzera è stata vietata ai minori di 10 anni
- nel Regno Unito è stata vietata ai minori di 12 anni.

## Accoglienza

### Incassi
Il film ha incassato in tutto il mondo la cifra di 80.049.764 dollari di cui oltre 28 milioni di dollari negli Stati Uniti e in Canada.
Il film è stato pubblicato in versione limitata il 22 dicembre 2000 in 200 sale, incassando 701.207 dollari nel weekend d'apertura. In seguito, il 12 gennaio 2001, ha ricevuto un riscontro commerciale dov'è stato inaugurato al 1º posto in 2002 sale, incassando 11.112.139 dollari nel weekend di apertura.

### Critica
Quando Scoprendo Forrester è stato distribuito nel dicembre 2000, ha ricevuto recensioni per lo più positive. Esso ha ottenuto due pollici in su da Roger Ebert e Richard Roeper. Roeper lo ha considerato uno dei 10 migliori film dell'anno. Rotten Tomatoes ha riferito che il 73% dei critici ha dato al film una recensione positiva, basata su un campione di 124 recensioni.
Una frase di Forrester della versione in inglese, "You're the man now, dog!" ("Adesso sì che hai capito, bello!") divenne famosa in internet.

## Edizione home video
Scoprendo Forrester è stato reso disponibile in versione home video negli Stati Uniti a partire dal 24 aprile 2001, in edizione DVD disco singolo.
I contenuti speciali disponibili sono:
- Dietro le quinte tratto dall'HBO;
- Found: Rob Brown, documentario sulla scoperta di Rob Brown;
- Scene eliminate: comprendono i brani Lacrymosa e Lean On Me, eseguiti dal Coro della DeWitt Clinton High School;
- Filmografie di Gus Van Sant, Sean Connery, Anna Paquin e F. Murray Abraham;
- Trailer vari, oltre a quello del film sono presenti i trailer di Passione ribelle e Il primo cavaliere.

## Riconoscimenti
- Festival internazionale del cinema di Berlino
  - 2001: Vinto - Gran premio della giuria a Gus Van Sant
  - 2001: Nomination - Orso d'oro a Gus Van Sant
- Black Reel Awards
  - 2001: Nomination - Cinema: Miglior attore non protagonista a Rob Brown
- Casting Society of America
  - 2001: Nomination - Miglior casting per un film
- Golden Trailer Awards
  - 2001: Nomination - Miglior arte e commercio
- Las Vegas Film Critics Society Awards
  - 2001: Vinto - Miglior attore esordiente a Rob Brown
- Phoenix Film Critics Society Awards
  - 2001: Vinto - Miglior esordiente a Rob Brown
  - 2001: Nomination - Miglior performance di un giovane attore in un ruolo principale o di supporto a Rob Brown
  - 2001: Nomination - Miglior sceneggiatura originale
- Satellite Awards
  - 2001: Nomination - Miglior performance di un attore in un film commedia a Sean Connery
- Young Artist Awards
  - 2001: Vinto - Miglior performance di un giovane attore a Rob Brown
  - 2001: Nomination - Miglior lungometraggio drammatico per famiglie